# Adriana Fonseca
Adriana Fonseca (Veracruz, 16 maart 1979) is een Mexicaans actrice. In 1997 was zij 'het gezicht' van de krant El Heraldo. In hetzelfde jaar maakte ze haar acteerdebuut. Ze speelt vooral in telenovela's. In 2012 werd ze door de Spaanstalige editie van het tijdschrift People genomineerd als beste actrice voor haar rol in Corazón valiente.